# Elliot (släkt)
Elliot är efternamnet för flera släkter i Sverige. Minst två av dem är av judiskt ursprung, och den mest kända av dessa har flera medlemmar som behandlas i egna artiklar. Den har gemensam stamfar med en svensk släkt Josephson i Joseph Elias Peiser (1708–1757) från Pyzdry (Peisern på tyska) i Polen och lärare vid mosaiska församlingens skola i Prenzlau i Tyskland.
Dennes son Elias Peiser (1732–1811) var far till Abraham Josephson som utvandrade till Sverige 1795 och blev ekonomidirektör vid Krigsakademien på Karlberg. Abraham Josephsons barn tog 1817 namnet Elliot, bildat från deras farfars förnamn Elias. Från Abraham Josephsons sex söner härstammar sex grenar av en släkt Elliot som här betecknas med Elliot (Josephson). 
Den svenska släkten Josephson, som nämnts ovan, härstammar från Elias Peisers halvbror David Josephson (1750–1858), vilken 1780 utvandrade till Sverige. 
Till en annan släkt likaledes av judiskt ursprung hörde hovrättspresidenten Knut Elliot (1897–1970).

## Personer med efternamnet Elliot, verksamma i Sverige
- Anders Oscar Elliot (1840–1931), polismästare i Göteborg
- Erik Elliot (1844–1927) jurist, hovrättspresident
- Hampus Elliot (1835–1905), militär
- Hans Elliot (1881–1932), väg- och vattenbyggnadsingenjör
- Holger Elliot (1887–1972), hovrättspresident
- Hugo Elliot (1870–1953), ämbetsman
- Jacob Elliot (1808–1881), grosshandlare och ämbetsman
- Jan Erik Elliot (1922–2013), hovrättslagman
- Joseph Elliot (1799–1855), läkare
- Katia Elliott (född 1970), journalist
- Jan Erik Elliot (1922–2013), hovrättslagman
- Knut Elliot (1897–1970), hovrättspresident
- Ninni Elliot (1918–2014), talpedagog, skådespelare och sångerska
- Stellan Elliot (1890–1959), sjömilitär
- Sten Elliot (född 1925), seglare

## Släktträd i urval för släkten Elliot (Josephson)
- Abraham Josephson (1770–1825), ekonomidirektör
  - Joseph Elliot (1799–1855), läkare, professor i obstetrik
    - Otto Elliot, kommendörkapten
      - Harald Otto Elliot (1876–1922), kommendörkapten[1]
      - Hans Elliot (1881–1932), väg- och vattenbyggnadsingenjör[4]

  - Johan Isac Elliot, militär (löjtnant)
    - Anders Oscar Elliot (1840–1931), polismästare i Göteborg
    - Magnus Elliot (1842–1925), grosshandlare i Stockholm, aktiv i sockernäringen[4]
    - Erik Elliot (1844–1927) jurist, hovrättspresident
      - Holger Elliot (1887–1972), hovrättspresident för övre Norrland och västra Sverige
        - Jan Erik Elliot (1922–2013), hovrättslagman[5][6]

    - John Isak Elliot (1852–1941), företagsledare
      - Stellan Elliot (1890–1959), sjömilitär

  - Magnus Elliot 
    - Hampus Elliot (1835–1905), militär, generallöjtnant

  - Jacob Elliot (1808–1881), grosshandlare och ämbetsman
    - Oscar (Edvard) Elliot, godsägare
      - Hugo Elliot (1870–1953), ämbetsman